# Pali Miska
Pali Miska (* 19. Mai 1931 in Bradvica, Devoll; † 2008) war ein albanischer Politiker der Partei der Arbeit Albaniens.

## Leben
Pali Miska absolvierte ein Studium der Wirtschaftswissenschaften war und trat 1951 der Partei der Arbeit Albaniens PPSh (Partia e Punës e Shqipërisë) als Mitglied bei. Nach mehrjähriger Tätigkeit als Parteifunktionär wurde er 1964 Direktor des größten albanischen Staatsbetriebes für Holzproduktion in Fushë-Arrëz. Danach war er von 1969 bis 1975 Erster Sekretär des Stadtparteikomitees von Puka und wurde während dieser Zeit 1970 erstmals zum Abgeordneten der Volksversammlung (Kuvendi Popullor) gewählt, der er von der siebten bis zum Ende der elften Wahlperiode bis 1991 angehörte. 1971 wurde er zum Kandidaten des Zentralkomitees (ZK) der PPSh gewählt.
Im September 1975 wurde Miska als Nachfolger des entmachteten Koço Theodhosi ohne vorherigen Kandidatenstatus direkt zum Mitglied des Politbüros der PPSh gewählt und zugleich auch Mitglied des ZK. Diese Funktion hatte er bis zur Auflösung der PPSh und der Gründung der Partia Socialiste e Shqipërisë im Juni 1991 inne. Damit gehörte er neben Hekuran Isai, Qirjako Mihali und Llambi Gegprifti zu einer neuen Führungsgeneration innerhalb der Partei, die mit dem Abbruch der Beziehungen zur Volksrepublik China an Einfluss gewann.
Zugleich wurde Pali Miska als Nachfolger von Theodosi am 1. September 1975 zum Minister für Industrie und Bergbau in der Regierung von Ministerpräsident Mehmet Shehu ernannt. Im Rahmen einer Regierungsumbildung erfolgte am 13. November 1976 seine Berufung zum Stellvertretenden Vorsitzenden des Ministerrates als Nachfolger von Spiro Koleka. Diese Funktion hatte er bis zum 23. November 1982 inne. Am 1. Juli 1982 berief ihn der neue Ministerpräsident Adil Çarçani nach einer Kabinettsumbildung zusätzlich zum Energieminister und damit zum Nachfolger von Prokop Murra, der Verteidigungsminister wurde. Auf diesem Posten verblieb er ebenfalls bis zum 23. November 1982. 1982 war er zudem kurzzeitig Erster Sekretär des Stadtparteikomitees von Elbasan.
Im Anschluss war er als Nachfolger von Simon Stefani vom 22. November 1982 bis zum 19. Februar 1987 Vorsitzender der Volksversammlung und somit Parlamentspräsident. Im Anschluss folgte ihm Petro Dode als neuer Vorsitzender der Volksversammlung. In dieser Funktion nahm er auch am Staatsbegräbnis für den verstorbenen Ersten Sekretär der PPSh Enver Hoxha im April 1985 teil. Daneben war er 1983 für kurze Zeit auch Erster Sekretär des Stadtparteikomitees von Fier in Mittelalbanien.
Am 2. Februar 1989 berief ihn Ministerpräsident Çarçani erneut in seine Regierung, in der Miska nunmehr bis zum Ende von Çarçanis Amtszeit am 21. Februar 1991 nicht nur Vize-Ministerpräsident, sondern auch Landwirtschaftsminister war. In diesen Funktionen folgte er Besnik Bekteshi und Themie Thomai.
1993 wurde gegen Miska und neun weitere ehemalige hochrangige Funktionäre (Muho Asllani, Besnik Bekteshi, Foto Çami, Hajredin Çeliku, Vangjel Çërrava, Lenka Çuko, Qirjako Mihali und Prokop Murra) Anklage wegen Bereicherung an öffentlichen Geldern erhoben. Wegen dieser Straftaten kam es schließlich durch ein Gericht in Tirana zu folgenden Verurteilungen zu Freiheitsstrafen: Mihali und Gegprifti erhielten jeweils acht Jahre, Miska und Çuko jeweils sieben Jahre, Çami, Çeliku und Bekteshi jeweils sechs Jahre sowie Çërrava, Murra und Asllani jeweils fünf Jahre.